# 국제 여성의 날

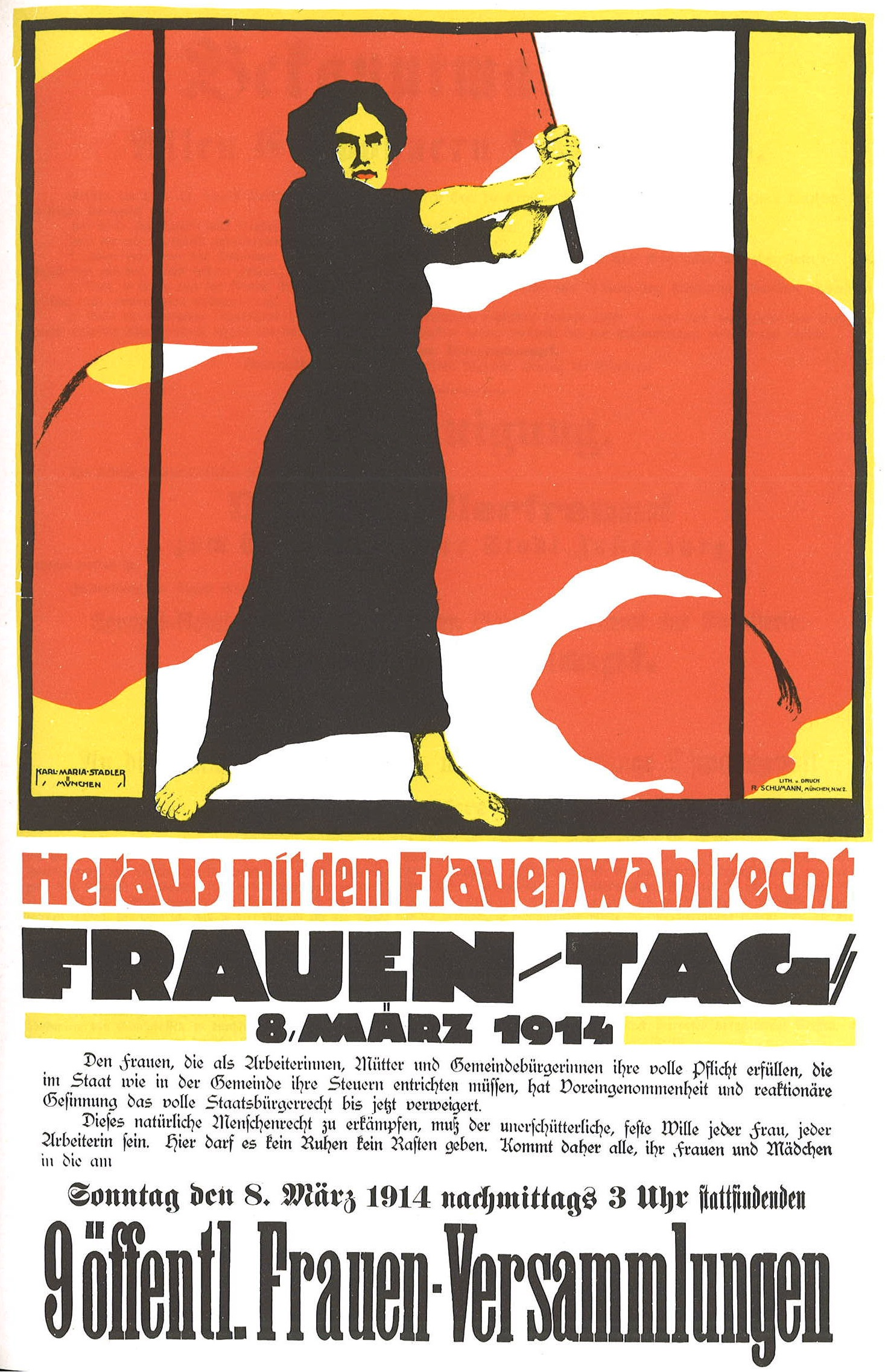
1914년 3월 8일, 독일에서 게시된 국제 여성의 날 포스터 이 포스터는 독일 제국에서 금지되고 만다.

국제 여성의 날(國際 女性의 날 , 영어: International Women's Day, 독일어:  Internationaler Frauentag, 러시아어:  Международный женский день, 중국어: 國際婦女節 , 문화어: 국제부녀절(國際婦女節)) 또는 세계 여성의 날(世界 女性-)은 여성의 정치·경제·사회적 업적을 범세계적으로 기념하는 날이다. 1909년 사회주의자들과 여성주의자들에 의해 정치적 행사로 시작되었고, 1910년 알렉산드라 콜론타이와 클라라 체트킨에 의해 세계적 기념일로 제안되었으며, 1975년부터 유엔에 의하여 매년 3월 8일이 세계 여성의 날로 공식 지정되었다.
1908년 열악한 작업장에서 화재로 불타 숨진 여성들을 기리며 미국 노동자들이 궐기한 날을 기념하여 1909년 2월 28일 첫 번째 '전국 여성의 날'이 미국에서 선포되었고 이에 영감을 얻은 유럽에서는 1910년 8월 덴마크 코펜하겐에서 개최된 국제여성노동자회의에서 독일의 여성운동가 클라라 제트킨이 여성의 권리 신장을 주장하기 위한 '여성의 날'을 제안했다. 이에 힘입어 이듬해인 1911년 3월 19일 오스트리아, 덴마크, 독일, 스위스 등에서 참정권, 일할 권리, 차별 철폐 등을 외치는 첫 번째 '세계 여성의 날' 행사가 개최되었다.
몇몇 국가에서 이 행사는 원래의 정치적 색채를 잃고, 어머니날이나 밸런타인 데이처럼 남성의 여성에 대한 사랑을 표현하는 행사로 전락하기도 했다. 하지만 대부분의 경우, 세계 여성의 날은 여전히 여성의 자유, 참정권, 인권 등의 정치적 문제를 중심 주제로 삼고 있으며, 국제적인 여성들의 투쟁에서 이어지는 정치적, 사회적 자각을 잘 드러내주는 행사로 자리잡았다.
많은 국가가 3월을 봄의 시작으로 여김에 따라, 세계 여성의 날은 봄철의 첫 번째 축제로 치러지기도 한다.

## 세계 여성의 날의 시작
산업 혁명과 시민 혁명으로 인해 서유럽 세계가 자본주의 체제로 급속하게 발전하면서, 여성들의 지위는 기존 사회와 크게 달라지게 되었다. 이제 집안에서 가사 노동만을 담당하던 것에서 벗어나, 자본주의 체제의 노동자 계급의 일원으로 나서야 하는 상황이 되었다.
그러나 자본주의 체제는 여성들에게 남성보다 가혹한 조건을 요구했고, 여성 노동자들의 불만이 1857년 미국의 뉴욕 시에서 처음으로 폭발한다. 이때 방직, 직물 공장에서 일하던 많은 여성 노동자들이 열악한 노동 환경과 저임금에 항의하는 시위를 일으켰고 이는 곧 경찰에게 공격받고 해산되었다. 2년이 지난 1859년 3월, 이 여성들이 최초로 그들의 노동 조합을 결성하게 된다. 이후 1908년 2월 28일 미국에서 여성들의 또 한번의 대규모 시위가 벌어졌다. 이때 15,000명이나 되는 여성 노동자들이 근무 시간 단축, 임금 향상, 투표권 등을 요구하며 뉴욕 시로 행진하였다.
이후 1910년 제2인터내셔널의 노동여성회의에서 독일의 노동운동 지도자 클라라 체트킨(Clara Zetkin)과 알렉산드라 콜론타이로부터 매년 같은 날, 모든 나라에서 동시에 여성의 권리 신장을 주장하는 '여성의 날' 행사가 제안되었고, 이 주장이 받아들여져, 1911년 3월 19일에 첫 번째 '세계 여성의 날'이 개최되었다. 1848년 3월 19일은 프로이센 왕 프리드리히 빌헬름 4세가 프랑스 2월 혁명의 영향을 받은 노동자 계급의 봉기 움직임에 위협을 느끼고 여성 참정권 등을 약속한 날(이 약속은 봉기의 위험이 사라지자마자 취소되었다.)이었기에 이 날로 결정된 것이다.

## 초기의 성공과 정착
제2인터내셔널에서 결정한 첫 번째 세계 여성의 날은 일단 독일과 오스트리아를 중심으로 치러졌다. 이 날을 전후해 독일과 오스트리아 전역에는 여성의 선거권을 중심으로 하여 여성의 각종 권리를 옹호하는 선전물들이 쏟아졌다. 행사 당일에는 독일과 오스트리아와 스위스, 덴마크 등지에서 약 백만명 이상이 참가하였다.
이후 유럽과 미국 등지의 각국에서는 여성 노동자들의 사회운동 참여가 눈에 띄게 늘어났다. 1912년 5월 뉴욕의 5번가에서는 1만 5천 명 이상의 여성 노동자들이 선거권과 더 나은 노동 조건을 주장하는 시위를 펼쳤다. 1913년부터 3월 8일로 변경된 이후 세계 여성의 날은 독일, 미국 등 선진국이 아닌 주변 국가들까지 끌어들이는 성과를 보인다. 특히 러시아 여성 노동자들은 1913년부터 세계 여성의 날에 참가하였는데, 이들은 모든 정치집회가 금지된 제정 하에서도 끈질기게 국제 여성의 날 행사를 이어나갔다.

## 러시아 2월 혁명및 그 이후
1914년 제1차 세계대전이 발발함에 따라, 여성 노동자의 국제적 연대를 주요 모토로 내걸던 세계 여성의 날은 급작스런 쇠퇴를 맞이한다. 혁명이 아닌 개혁 정책을 추구했던 서유럽 각국의 사회민주주의 정당들이 국제 연대적 색채가 강한 세계 여성의 날을 공공연히 방해했기 때문이다. 그러나 세계대전의 참혹한 상황 속에서도 세계 여성의 날은 노르웨이 등지에서 계속 명맥을 이어나간다.
특히 러시아에서 세계 여성의 날은 제정 폐지라는 성과를 거둔 1917년의 러시아 2월 혁명에 큰 공헌을 한다. 바로 1917년 3월 8일에 여성 노동자들이 앞장서서 제정 타도를 외치며 페트로그라드 거리에서 시위를 벌였던 것이다. 이들의 공헌으로 당시 러시아 황제 니콜라이 2세가 쫓겨났으며, 당시 여성 노동자들의 주장은 뒤이은 10월 혁명에서의 여성들의 평등권 신장의 밑거름이 된다.
이후 1927년 러시아에서 스탈린이 권력을 쥐고 국제 공산주의를 사실상 부인한 이후, 노동자들의 국제 연대가 쇠퇴하였고, 이에 따라 세계 여성의 날도 예전과 같은 면모를 이어가지는 못했다. 그러나 1960년대의 여성주의 운동의 성장과 함께 세계 여성의 날은 다시 예전처럼 전 세계 여성 노동자들이 벌이는 축제의 장이 되어 오늘날까지 그 면모를 이어나가고 있다.

## 유엔과 세계 여성의 날
1975년 '세계 여성의 해' 기간 동안 유엔은 3월 8일을 세계 여성의 날(International Women's Day)로 기념하기 시작했다. 2년 후인 1977년 12월 유엔 총회(United Nations General Assembly)는 각 국가들이 자신들의 역사적이고 국민적인 전통에 따라서 1년 중 어느 하루를 정해 그 날을 여성의 권리와 세계 평화를 위한 유엔의 날로 준수할 것을 선포하는 결의를 채택했다. 총회는 이 결의를 통해 평화와 발전을 위한 노력에서의 여성의 역할을 인정하고, 차별의 종식 및 여성의 완전하고 평등한 참여를 위한 지원의 증진을 촉구했다.

## 각 국의 상황

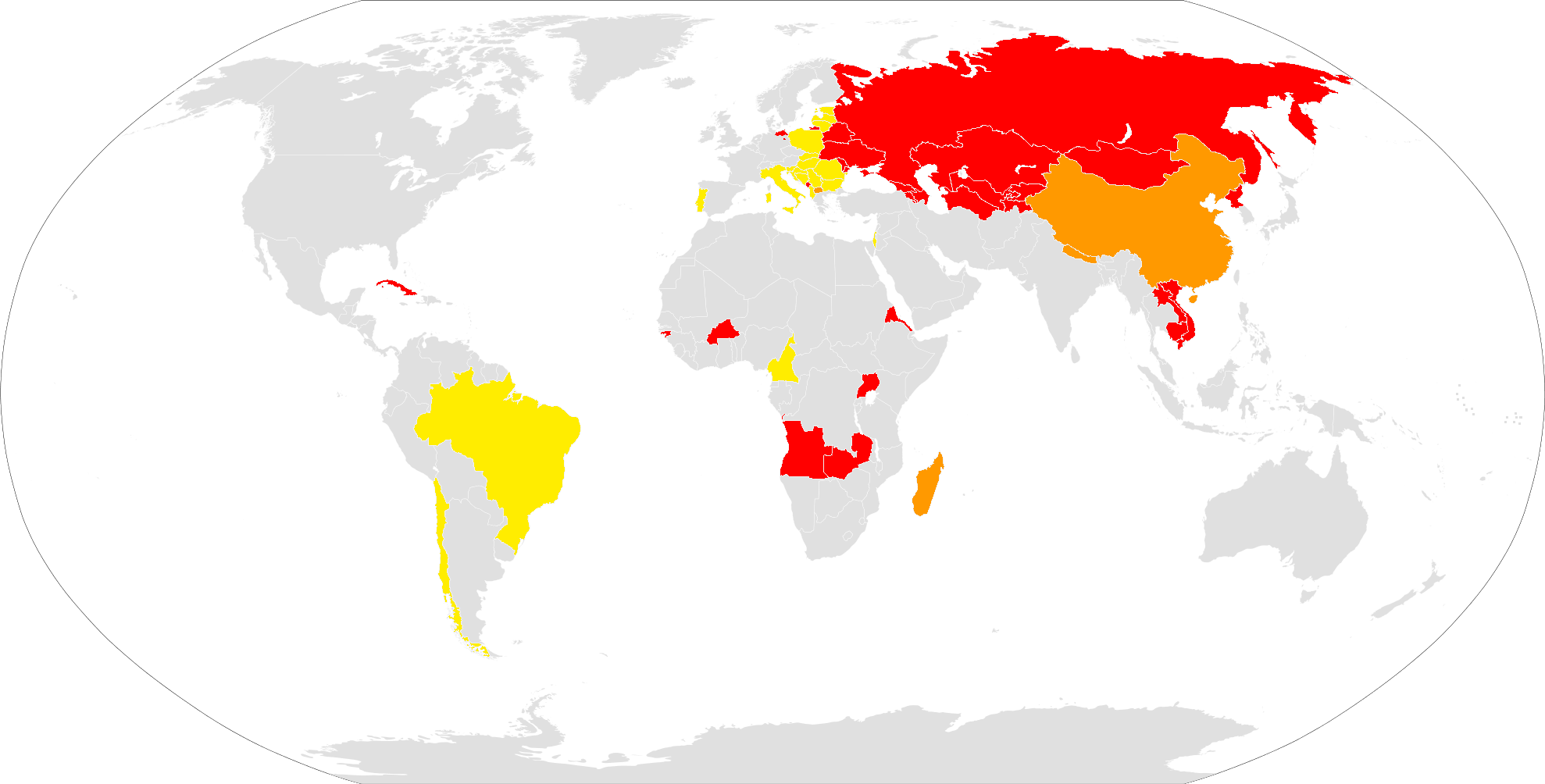
국가공휴일
여성에게만 공휴일
공휴일이 아닌 기념일

국제 여성의 날은 아프가니스탄, 앙골라, 아르메니아, 아제르바이잔, 벨라루스, 부르키나파소, 캄보디아, 중국(여성에게만 해당), 쿠바, 조지아, 독일(베를린과 메클렌부르크-웨스턴 포메라니아에만 해당), 기니비사우, 에리트레아, 카자흐스탄, 키르기스스탄, 라오스, 마다가스카르(여성에게만 해당), 몰도바, 몽골, 몬테네그로, 네팔, 러시아, 타지키스탄, 투르크메니스탄, 우간다, 우크라이나, 우즈베키스탄, 잠비아를 포함한 전 세계 여러 국가의 공식 공휴일이다.
오스트레일리아, 카메룬, 크로아티아, 루마니아, 보스니아 헤르체고비나, 불가리아, 베트남, 칠레 등 일부 국가에서는 국제 여성의 날이 공식적인 공휴일은 아니지만, 그럼에도 불구하고 널리 관측되고 있다.
우루과이, 스페인, 이탈리아, 프랑스, 알제리를 포함한 몇몇 국가들은 국제 여성의 날을 참조하여 3월 8일 이후에 이름을 딴 광장이나 기타 공공 공간을 가지고 있다.

### 대한민국에서의 국제 여성의 날
여성의 날은 1920년 일제강점기에 나혜석, 김일엽, 김명순, 박인덕, 김활란 등 자유주의 계열과 허정숙, 정칠성 등 사회주의 계열이 각각 여성의 날 기념 행사를 시작하면서 조선에 정착되었다. 조선총독부는 이들의 여성 행사를 감시하였지만 딱히 명분이 없어 탄압하지 못했고, 이는 1945년까지 꾸준히 이어졌다. 여성운동에 대한 탄압적인 정책을 유지했던 이승만, 박정희, 전두환 정권 시절에는 사회주의적 성향을 가진 세계 여성의 날은 공개적으로 진행되지 못하였으며, 뜻있는 소수에 의해서만 치러지는 작은 행사에 불과했다. 이런 상황은 1985년에 가서야 일부 해소되었는데, 그때서야 비로소 3월 8일을 세계 여성의 날로 공개적으로 기념할 수 있었고, 세계 여성의날 기념 제1회 한국여성대회가 개최되었다.
이후 1987년 6월 항쟁을 계기로 세계 여성의 날은 본격적인 정치색을 가지게 되었고, 한국여성노동자회협의회, 전국여성노동조합, 민주노총 및 각종 여성주의 단체들이 주최 및 후원하는 전국적인 정치·문화 행사로 자리잡았다. 2018년에 법정기념일로 공식 지정되었다. 2021년에는 코로나19 범유행의 영향으로 많은 행사가 비대면으로 개최되었으며, 한국성폭력상담소는 여성의 날 당일인 3월 8일부터 15일까지 원하는 장소에서 3.8km를 달린 뒤 인증하는 '연대의 런데이'를 진행했다. 2022년에는 민주노총이 3월 8일 여성의 날 선전물을 만들었으며, 여성들이 노동현장에서 겪는 차별을 넘어서자는 내용을 담았다.

## 논쟁
공산 체코에서는 매년 3월 8일마다 거대한 소련식 축하행사가 매년 열렸다. 공산주의 붕괴 후, 세계 여성의 날은 공산정권의 주요 상징 중 하나로 치부되어 잊혀져 갔다. 체코 의회는 체코 사회민주당과 보헤미아-모라비아 공산당의 요청에 따라 최근에서야 공식적인 "중요한 날"로 복원시켰지만, 이는 사회적 논쟁을 불러일으켰다.
2007년 3월 4일, 이란 테헤란에서는 이 행사와 관련된 폭력사태가 촉발되었다. 그 날, 경찰이 행사를 준비하던 수백 명의 남녀들을 구타하였으며, 여러 명의 여자들을 체포해 억류, 심문한 뒤 며칠 후 석방했다. 일부 활동가들은 15일간 단식투쟁을 한 뒤 석방됐다.

## 같이 보기
- 여성주의
- 여성 운동
- 여성 해방 운동
- 클라라 체트킨
- 알렉산드라 콜론타이
- 국제 남성의 날

## 참고 문헌
- 알렉산드라 콜론타이, 〈세계 여성의 날〉, 1920
- 하워드 진, 〈미국 민중 저항사 2〉, 일월서각, 1986

### 내용주
1. ↑  여성에게 참정권을 주십시오. 1914년 3월 8일 여성의 날. 지금까지의 편견과 반동적 태도는 노동자, 어머니, 시민으로서 의무를 다하고 국가와 지자체에 세금을 내야 하는 여성에 대한 완전한 시민적 권리를 부정해왔습니다. 이 자연적 인권을 위한 투쟁은 모든 여성, 모든 여성 노동자의 확고하고 확고한 의지여야 합니다. 여기에는 휴식을 위한 쉼도 없고 휴식도 허용되지 않습니다. 여성 여러분, 1914년 3월 8일 일요일 오후 3시에 열리는 제9차 여성 공개 집회에 참석하십시오.[1]

### 인용주
1. ↑  “Give Us Women's Suffrage (March 1914)”. German History in Documents and Images. 2022년 3월 11일에 확인함.
2. ↑  Frencia, Cintia; Gaido, Daniel (2017년 3월 8일). “The Socialist Origins of International Women's Day”. Jacobin. 2022년 3월 11일에 확인함.
3. 1 2 3  정유진. '세계 여성의 날'은 어떻게 만들어졌을까. 경향신문. 2015년 3월 8일.
4. ↑  , 유엔 총회 결의 제32-142호.
5. ↑  , 2010 국제 여성의 날 홈페이지.
6. ↑  Saul, Heather (2018년 3월 8일). “International Women's Day around the world: from sex worker strikes to women-only public holidays”. 《News The Essential Daily Briefing》. 2018년 3월 20일에 원본 문서에서 보존된 문서. 2018년 3월 20일에 확인함.
7. ↑  “Armenian Holidays – Armenia Information”. Armeniainfo.am. 1995년 7월 5일. 2012년 5월 12일에 원본 문서에서 보존된 문서. 2012년 3월 8일에 확인함.
8. ↑  Azerbaijan.msntour.az 보관됨 9월 12, 2008 - 웨이백 머신
9. ↑  “Public Holidays in Azerbaijan – International Women's Day”. 《advantour.com》. 2017년 8월 16일에 원본 문서에서 보존된 문서. 2016년 3월 9일에 확인함.
10. ↑  “Национальный правовой Интернет-портал Республики Беларусь”. 《wayback.archive-it.org》. 2017년 7월 5일에 원본 문서에서 보존된 문서. 2018년 2월 5일에 확인함.
11. ↑  Coordination Team (2011년 5월 22일). “Taking International Women's Day Seriously in Burkina Faso”. 《capacity4dev.ec.europa.eu》. Development and Cooperation – EuropeAid. 2014년 3월 9일에 원본 문서에서 보존된 문서. 2014년 3월 8일에 확인함.
12. ↑  “2007 Cambodia Public Holiday – Cambodia e-Visa Blog”. Cambodiaevisa.com. 2007년 8월 4일. 2012년 4월 25일에 원본 문서에서 보존된 문서. 2012년 3월 8일에 확인함.
13. ↑  “Public holidays in the People's Republic of China”. Sg2.mofcom.gov.cn. 2008년 1월 9일. 2014년 9월 3일에 원본 문서에서 보존된 문서. 2013년 3월 8일에 확인함.
14. ↑  “Ministerio de Relaciones Exteriores de Cuba”. Cubaminrex.cu. 2011년 3월 8일. 2012년 3월 16일에 원본 문서에서 보존된 문서. 2012년 3월 8일에 확인함.
15. ↑  “დღესასწაულები”. Embassy.mfa.gov.ge. 2012년 3월 6일에 원본 문서에서 보존된 문서. 2012년 3월 8일에 확인함.
16. ↑  “Why Wednesday is a public holiday in only two German states including Berlin”. thelocal.de. 2022년 3월 9일에 원본 문서에서 보존된 문서. 2023년 3월 8일에 확인함.
17. ↑  “Holidays and weekends in the Republic of Kazakhstan in 2014 year”. E.gov.kz. 2017년 3월 5일에 원본 문서에서 보존된 문서. 2014년 3월 7일에 확인함.
18. ↑  “Kyrgyz and American Holidays (In Russian)”. 《US Embassy Bishkek》. 2012년 5월 9일에 원본 문서에서 보존된 문서. 2012년 3월 7일에 확인함.
19. ↑  “Lao Cultural Events / Public Holidays”. 《laoyp.com》. 2008년 8월 29일에 원본 문서에서 보존된 문서. 2014년 3월 7일에 확인함.
20. ↑  “Madagascar 2009 Public Holidays”. Qppstudio.net. 2012년 4월 19일에 원본 문서에서 보존된 문서. 2012년 3월 8일에 확인함.
21. ↑  (루마니아어) Article 111 (1c) of the work codex of Moldova 보관됨 3월 3, 2016 - 웨이백 머신, PDF, page 53 "Article 111. Non-working holidays. (1) in Moldova, non-working holidays, maintaining the average salary, are: (…) c) March 8 – International Women's Day; (…)".
22. ↑  “Mongolia Web News”. Mongolia-web.com. 2015년 4월 2일에 원본 문서에서 보존된 문서. 2012년 3월 8일에 확인함.
23. ↑  Women Demand Equal Rights In Kyiv March 보관됨 4월 23, 2018 - 웨이백 머신, RFE/RL (March 8, 2018)
24. ↑  “National Holidays (In Russian)”. 《Ministry of Foreign Affairs of the Republic of Uzbekistan》. 2012년 3월 8일에 원본 문서에서 보존된 문서. 2012년 3월 7일에 확인함.
25. ↑  “Zambia 2009 Public Holidays”. Qppstudio.net. 2012년 4월 19일에 원본 문서에서 보존된 문서. 2012년 3월 8일에 확인함.
26. ↑  “International Womens Development Agency (in English)”. 2021년 3월 8일에 원본 문서에서 보존된 문서. 2021년 3월 8일에 확인함.
27. ↑  “QPPstudio.net”. QPPstudio.net. 2012년 4월 19일에 원본 문서에서 보존된 문서. 2012년 3월 8일에 확인함.
28. ↑  “Zakon o blagdanima, spomendanima i neradnim danima u Republici Hrvatskoj (pročišćeni tekst)”. 《narodne-novine.nn.hr》. 2020년 11월 16일에 원본 문서에서 보존된 문서. 2023년 3월 8일에 확인함.
29. ↑  “Ziua Internațională a Femeii. De 8 martie Google posteaza un desen pentru acest eveniment”. Agentia.org. 2010년 11월 24일. 2011년 3월 11일에 원본 문서에서 보존된 문서. 2012년 3월 8일에 확인함.
30. ↑  “Žene su heroji ovog društva (in Bosnian)”. Oslobodjenje. 2012년 3월 8일. 2012년 10월 18일에 원본 문서에서 보존된 문서. 2012년 3월 8일에 확인함.
31. ↑  “Bulgarian national radio”. 《Bulgarian national radio》. 2015년 7월 14일에 원본 문서에서 보존된 문서. 2015년 7월 14일에 확인함.
32. ↑  “Hanoi streets jammed on Int'l Day for Women | Vietnam News & Information Portal”. En.www.info.vn. 2011년 3월 9일. 2011년 3월 12일에 원본 문서에서 보존된 문서. 2012년 3월 8일에 확인함.
33. ↑  “Días Nacionales en Chile (in Spanish)”. feriadoschilenos.cl. 2009년 3월 8일. 2019년 1월 7일에 원본 문서에서 보존된 문서. 2012년 3월 8일에 확인함.
34. ↑  “Plaza 8 de marzo (Becú Sur) | Intendencia de Canelones”. 《www.imcanelones.gub.uy》. 2022년 3월 8일에 원본 문서에서 보존된 문서. 2022년 3월 8일에 확인함.
35. ↑  “Pari opportunità: apposta una targa in memoria di Giulia Porcelli in piazza 8 marzo Le foto”. 《BisceglieLive.it》 (이탈리아어). 2021년 3월 15일. 2022년 3월 8일에 원본 문서에서 보존된 문서. 2022년 3월 8일에 확인함.
36. ↑  “La praza 8 de Marzo se teñirá de morado durante el Apóstol”. 《www.elcorreogallego.es》 (유럽 스페인어). 2022년 3월 8일에 원본 문서에서 보존된 문서. 2022년 3월 8일에 확인함.
37. ↑  Catania, Gianni (2020년 3월 5일). “Nasce piazza 8 Marzo, a Melilli la toponomastica omaggia le donne”. 《SiracusaOggi.it》 (이탈리아어). 2022년 3월 8일에 원본 문서에서 보존된 문서. 2022년 3월 8일에 확인함.
38. ↑  여성의날 역사자료집 출판 기념회 기사
39. ↑  民族(민족) 民主(민주) 民衆(민중)과 함께하는 女性(여성)운동. 매일경제. 1985년 3월 11일.
40. ↑  “3·8 여성의 날, ‘#연대의러너’ 3.8km 달리기 어떠세요?”. 2021년 3월 7일. 2021년 4월 25일에 확인함.
41. ↑  Harrison, Frances (2007년 3월 8일). “Middle East | Iranian women struggle for equality”. BBC News. 2012년 3월 8일에 확인함.
42. ↑  “Iran: Release Women's Rights Advocates | Human Rights Watch”. Hrw.org. 2007년 3월 8일. 2008년 11월 2일에 원본 문서에서 보존된 문서. 2012년 3월 8일에 확인함.